# Ermonela Jaho
Ermonela Jaho (Tirana, 1974) es una soprano albanesa formada en Italia. Ha sido descrita por The Economist como la soprano más aclamada del mundo.Ha logrado destacados premios como el  Concurso Giacomo Puccini de Milán (1997) y el Premio del Público en los International Opera Awards de Londres.
Comenzó sus estudios de canto a la edad de seis años. Después de completar su
estudios en el Liceo artístico "Misja Jordan" en Tirana en 1992 para cantar fue aceptada en la Academia de Bellas Artes de Tirana, donde estudió durante un año. Después de ganar un concurso organizado por la soprano italiana Katia Ricciarelli en Albania, se trasladó a Italia, donde estudió durante un año en la Academia de Mantua. Después de completar sus estudios, fue aceptada en la Accademia Nazionale di Santa Cecilia en Roma, donde estudió canto y piano durante cinco años.

## Carrera
Ha ganado numerosos concursos internacionales, como el Giacomo Puccini en Milán, Italia 1997, Spontini Concurso Internacional de Ancona, Italia 1998, Zandonai en Rovereto, Italia 1999, y la mejor cantante en el Wexford Festival de 2000. Ha actuado en los teatros de ópera en todo el mundo, incluyendo el  Royal Opera en Londres, el Metropolitan Opera de Nueva York, la Staatsoper de Berlín, Opera Nacional de París, Teatro Champs-Élysées, Teatro San Carlo Nápoles, Italia, Opera Company of Philadelphia, Opéra de Marseille, Arena di Verona, el Teatro Verdi de Trieste,Teatro Colon de Buenos Aires, Teatro La Fenice, Teatro Capitole, en Toulouse, Gran Teatro del Liceo, en Barcelona, Teatro Real de Madrid etc Su repertorio abarca desde Violetta en La traviata, Maria Stuarda, Manon Mireille, Amina en La Sonnambula, Mimi en La bohème, Michaela en Carmen, Giulietta en' 'I Capuleti e i Montecchi, Ana Bolena, etc.